# 慕尼黑县
慕尼黑县（Landkreis München）是德国巴伐利亚州人口最多的一个县，隶属于上巴伐利亚行政区，首府慕尼黑。

## 華語譯名
由於兩岸對於德國行政區「Landkreis」翻譯的不同，台灣稱為「慕尼黑郡」；中國大陸稱為「慕尼黑县」。

## 地理
慕尼黑县北面与达豪县、弗赖辛县和埃尔丁县，东面与埃伯斯贝格县，南面与罗森海姆县、米斯巴赫县和巴特特尔茨-沃尔夫拉茨豪森县，西面与施塔恩贝格县和菲斯滕费尔德布鲁克县相邻，慕尼黑市的北面、东面和南面都和慕尼黑县接壤。